# Qualifications pour le tournoi féminin de volley-ball (indoor) aux Jeux olympiques d'été de 2012/Amérique du Sud
Pour un article plus général, voir Volley-ball (indoor) aux Jeux olympiques d'été de 2012 – Qualifications femmes.
Le tournoi olympique de qualification sud-américain pour les épreuves de volley-ball féminines aux Jeux Olympiques d’été de 2012 met aux prises sept équipes. Il se déroule à São Carlos et São Paulo, au Brésil. Au terme de ce tournoi, une équipe obtiendra son ticket pour les jeux.

## Équipes participantes
- Argentine
- Brésil
- Chili
- Colombie
- Pérou
- Uruguay
- Venezuela

### Composition des groupes
| Groupe A                | Groupe B                        |
| ----------------------- | ------------------------------- |
| Brésil Colombie Uruguay | Argentine Chili Pérou Venezuela |

## Groupe A

### Classement
| # | Équipe   | Pts | J | G | Gt | Pt | P | Sp | Sc | Ratio | Pp  | Pc  | Ratio |
| 1 | Brésil   | 6   | 2 | 2 | 0  | 0  | 0 | 6  | 0  | MAX   | 150 | 70  | 2.143 |
| 2 | Colombie | 3   | 2 | 1 | 0  | 0  | 1 | 3  | 3  | 1     | 123 | 129 | 0.953 |
| 3 | Uruguay  | 0   | 2 | 0 | 0  | 0  | 2 | 0  | 6  | 0     | 77  | 150 | 0.513 |

## Groupe B

### Classement
| # | Équipe    | Pts | J | G | Gt | Pt | P | Sp | Sc | Ratio | Pp  | Pc  | Ratio |
| 1 | Pérou     | 9   | 3 | 3 | 0  | 0  | 0 | 9  | 1  | 9     | 247 | 153 | 1.614 |
| 2 | Venezuela | 6   | 3 | 2 | 0  | 0  | 1 | 7  | 4  | 1.75  | 238 | 230 | 1.035 |
| 3 | Argentine | 3   | 3 | 1 | 0  | 0  | 2 | 4  | 6  | 0.667 | 213 | 195 | 1.092 |
| 4 | Chili     | 0   | 3 | 0 | 0  | 0  | 3 | 0  | 9  | 0     | 105 | 225 | 0.467 |

## Tour final
|  | Demi-finales                            | Demi-finales                |                        |   | Finale                     | Finale                     |
|  | Demi-finales                            | Demi-finales                |                        |   | Finale                     | Finale                     |
|  |                                         |                             |                        |   |                            |                            |
|  | 12.05.12, 25-14 25-15 25-23             | 12.05.12, 25-14 25-15 25-23 |                        |   | 13.05.12, 25-12 25-16 25-9 | 13.05.12, 25-12 25-16 25-9 |
|  | 12.05.12, 25-14 25-15 25-23             | 12.05.12, 25-14 25-15 25-23 |                        |   | 13.05.12, 25-12 25-16 25-9 | 13.05.12, 25-12 25-16 25-9 |
|  | Brésil                                  | 3                           |                        |   | 13.05.12, 25-12 25-16 25-9 | 13.05.12, 25-12 25-16 25-9 |
|  | Brésil                                  | 3                           |                        |   | 13.05.12, 25-12 25-16 25-9 | 13.05.12, 25-12 25-16 25-9 |
|  | Venezuela                               | 0                           |                        |   | 13.05.12, 25-12 25-16 25-9 | 13.05.12, 25-12 25-16 25-9 |
|  | Venezuela                               | 0                           | Brésil                 | 3 |                            |                            |
|  | 12.05.12, 25-19 15-25 22-25 25-11 17-15 |                             | Brésil                 | 3 |                            |                            |
|  |                                         | Pérou                       | 0                      |   |                            |                            |
|  | Pérou                                   | Pérou                       | 0                      | 3 |                            |                            |
|  | Pérou                                   |                             |                        | 3 |                            |                            |
|  | Colombie                                | 2                           |                        |   |                            |                            |
|  | Colombie                                | 2                           | Match pour la 3e place |   |                            |                            |
|  |                                         |                             |                        |   |                            |                            |
|  | 13.05.12, 18-25 25-20 20-25 26-24 15-13 |                             |                        |   |                            |                            |
|  |                                         |                             |                        |   |                            |                            |
|  | Venezuela                               | 3                           |                        |   |                            |                            |
|  | Venezuela                               | 3                           |                        |   |                            |                            |
|  | Colombie                                | 2                           |                        |   |                            |                            |
|  | Colombie                                | 2                           |                        |   |                            |                            |

## Classement final
| Rang | Nation    |
| ---- | --------- |
| 1er  | Brésil    |
| 2e   | Pérou     |
| 3e   | Venezuela |
| 4e   | Colombie  |
| 5e   | Argentine |
| 5e   | Uruguay   |
| 5e   | Chili     |

## Équipe qualifiée
L’équipe qualifiée pour les Jeux olympiques est :  Brésil